# Índice de paquetes de Python
El Python Package Index o PyPI es el repositorio de software oficial para aplicaciones de terceros en el lenguaje de programación 
Python. Los desarrolladores de Python pretenden que sea un catálogo exhaustivo de todos los paquetes de Python escritos en código abierto
PyPI es análogo a CPAN para Perl, o PEAR para PHP. Existen diversas herramientas para administrar los módulos instalados en Python que
utilizan PyPI como su repositorio principal, entre ellas EasyInstall, pip, y PyPM
Antiguamente, durante el desarrollo y los primeros tiempos de PyPI, este repositorio era conocido como la tienda de queso (Cheeseshop),
en referencia a un sketch del grupo Monty Python.
En 2010, el repositorio sigue siendo un solo servidor en los Países Bajos. Todo el tráfico pasó a ser servido desde una plataforma web más moderna, Warehouse y la antigua web se cerró al final de ese mes. Todos los paquetes fueron migrados y sus historiales preservados.
El 16 de abril de 2018, todo el tráfico de PyPI comenzó a ser atendido por una plataforma de sitio web más moderna: Warehouse. El sitio web heredado se desactivó a fines de ese mes. Todos los paquetes existentes se migraron a la nueva plataforma y se conservaron sus historiales.

## Uso de PyPI
Pasos necesarios para registrar un paquete en el índice de Python:
1. Registrarse como usuario en PyPI
2. Recopilar metadatos acerca del paquete. Por ejemplo, nombre, versión, autor, resumen de funcionalidad
3. Añadir metadatos al fichero setup.py del paquete
4. Comprobar PKG-INFO generado por el comando sdist (source distribution)
5. Lanzar el comando de registro register
6. Comprobar que el paquete se encuentra listado en python.org